# Giro di Romagna 1947
Il Giro di Romagna 1947, ventitreesima edizione della corsa, si svolse l'11 maggio 1947 su un percorso di 286,2 km. La vittoria fu appannaggio dell'italiano Fausto Coppi, che completò il percorso in 8h20'10", precedendo i connazionali Gino Bartali e Aldo Ronconi.

## Ordine d'arrivo (Top 10)
| Pos. | Corridore       | Squadra      | Tempo    |
| ---- | --------------- | ------------ | -------- |
| 1    | Fausto Coppi    | Bianchi      | 8h20'10" |
| 2    | Gino Bartali    | Legnano      | s.t.     |
| 3    | Aldo Ronconi    | Benotto      | s.t.     |
| 4    | Vito Ortelli    | Benotto      | s.t.     |
| 5    | Mario Vicini    | Legnano      | a 2'30"  |
| 6    | Nedo Logli      | Welter-Ursus | s.t.     |
| 7    | Luciano Maggini | Benotto      | s.t.     |
| 8    | Giulio Bresci   | Welter-Ursus | s.t.     |
| 9    | Luigi Casola    | Bianchi      | s.t.     |
| 10   | Ezio Cecchi     | Welter-Ursus | s.t.     |